# Bamboo Isle
Bamboo Isle (Betty Boop's Bamboo Isle) è un cartone animato in bianco e nero del 1932 con Betty Boop e il suo compagno  Bimbo(secondo dei tre partner che la ragazza avrà fino alla scomparsa nel 1939).

Il film è stato il primo in cui Betty compare in sembianze umane (in precedenza era un cane) e attualmente è di pubblico dominio.

## Trama
Bimbo sta navigando con il suo motoscafo compiendo varie volte il giro dell'America ed infine si scontra su uno scoglio e piomba nella canoa di Betty che sta pagaiando in un fiume nelle Hawaii.
Dopo un'allegra serenata i due compagni di viaggio atterrano in un prato dove vengono scoperti da indigeni provenienti dal villaggio nella giungla hawaiana e Bimbo, per salvare Betty e sé stesso si camuffa da nativo con delle ossa e del fango, venendo così acclamato come il re della tribù. Betty viene invece presa come cortigiana e tutti insieme improvvisano canti e danze tribali.
Alla fine del cartone, Betty Boop si esibirà nel suo famosissimo e attraente ballo hawaiano.